# Duvensee (mesolithische Wohnplätze)
Die Duvenseer Wohnplätze sind archäologische Fundstellen der frühen Mittelsteinzeit (Mesolithikum) im Duvenseer Moor in Schleswig-Holstein. Das Duvenseer Moor gehört zu den ältesten und besterforschten Fundstellen des frühen Holozäns in Mitteleuropa. Duvensee ist bekannt für seine Funde aus sonst nur selten erhaltenen organischen Materialien. Für das Verständnis der Überlebensstrategien der Jäger und Sammler der frühen Nacheiszeit haben die Lagerplätze große Bedeutung. Neue Untersuchungen zur Ernährung, Ökonomie und Landschaftsnutzung der Duvensee-Gruppe geben Aufschluss zur Entwicklung unserer heutigen Lebens- und Ernährungsweise.

## Lage und Erhaltung
Das Duvenseer Moor liegt am Rande der Gemeinde Duvensee im Kreis Herzogtum Lauenburg im südlichen Schleswig-Holstein. Es ist aus einem ehemals 4,3 km² großen See entstanden, der sich nach der letzten Eiszeit im frühen Präboreal als Toteisloch gebildet hat. Der See ist seit dem späten Präboreal nach und nach verlandet und im 19. Jh. vollständig trockengelegt worden.
Das Nordwestufer des Sees wurde in der frühen Mittelsteinzeit bewohnt. Auf zwei Inseln bzw. Halbinseln fanden sich Reste kleiner bis mittelgroßer Wohnplätze in z. T. enger Nachbarschaft.
Im Laufe der zunehmenden Vermoorung des Sees wurden die Wohnplatzreste von einer schützenden Torfschicht überdeckt und haben die Jahrtausende überdauert. Durch die Torfgewinnung zu Beginn des 20. Jahrhunderts wurde das Moor vielerorts abgetorft, so dass die verbliebenen Reste sich dicht unter der heutigen Oberfläche befinden und nicht länger geschützt sind.

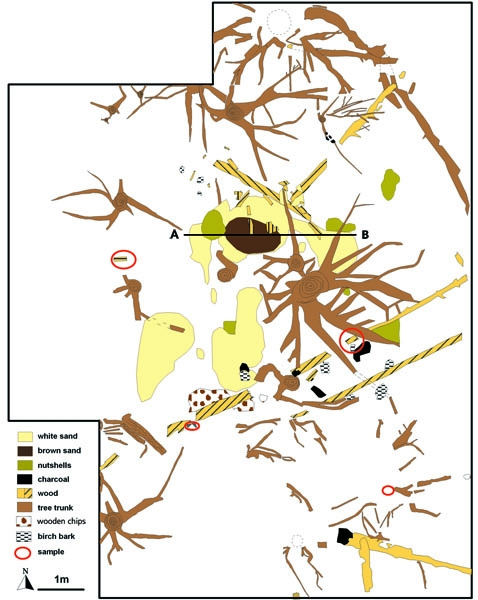
Schematisierte Darstellung von Duvensee (Wohnplatz 6)

## Datierung
Die Wohnplätze werden durch Radiokarbondatierungen in die frühe Mittelsteinzeit eingeordnet. Danach begann die Nutzung des Seeufers im späten Präboreal um etwa 9000 v. Chr. (Wohnplätze 8 und 9). Die letzten Spuren der Mittelsteinzeit datieren um 6500 v. Chr. (Wohnplatz 19). Danach bricht die Nutzung ab; erst in der Jungsteinzeit (Einzelgrabkultur) ist das Duvenseeufer besiedelt.
Durch Pollenanalysen lassen sich die Wohnplätze dem späten Präboreal, Boreal und frühem Atlantikum zuordnen.

## Forschungen in Duvensee
Die neuen Forschungen des Zentrum für Baltische und Skandinavische Archäologie (ZBSA), Schleswig, im Duvenseer Moor setzen seit 2009 die lange Forschungstradition der archäologischen Landesforschung des Archäologischen Landesmuseums Schleswig-Holstein fort.
1924 wurden Steinwerkzeuge und andere Wohnplatzreste im Torf des Duvenseer Moors entdeckt. Sie wurden nach ihren vermeintlich „wohnbodenartigen“ Strukturen von den ersten Ausgräbern G. Schwantes, K. Gripp und M. Beyle als „Wohnplätze“ bezeichnet und fortlaufend nummeriert. Diese Bezeichnungen haben jenseits der tatsächlichen Funktion der Plätze als Eigennamen bis heute Bestand. Die Ausgrabungen erregten aufgrund der sensationellen Funde schnell großes Aufsehen und führten zur Einführung einer eigenen Kulturgruppe, der „Duvensee-Kultur“ oder „Duvensee-Gruppe“. 1946 erfolgte weitere Ausgrabungen durch Hermann Schwabedissen. Die weitere Erforschung der mesolithischen Fundstellen erfolgte seit den 1960er Jahren durch seinen Schüler Klaus Bokelmann. Ein intensives Prospektions- und Ausgrabungsprogramm führte in den folgenden Jahrzehnten bis zur Jahrtausendwende zur Entdeckung weiterer mesolithischer und neolithischer Wohnplätze auf kleinen Inseln oder Halbinseln am westlichen Ufer des damaligen frühholozänen Sees. Der hervorragende Erhaltungszustand mit erhaltenen Lagerplatzstrukturen wie Feuerstellen, spezialisierten Haselnussröststätten, Rindenmatten und Flintschlagkonzentrationen erlaubt eine detaillierte Untersuchung der räumlichen Organisation prähistorischer Jäger/Sammler-Lagerplätze. Eine 2007 am Archäologischen Forschungszentrum und Museum für menschliche Verhaltensentwicklung Monrepos des Römisch-Germanischen Zentralmuseums (RGZM) auf Schloss Monrepos eingereichte Dissertation befasste sich vor allem mit einer Analyse des Fundmaterials der Wohnplätze 6, 8 und 9. Die Funde der ersten Ausgrabungen wurden 2009 im Rahmen einer Magisterarbeit erneut untersucht.
Schon bei den frühen Ausgrabungen wurden in allen Siedlungen dicke Schichten von Haselnussschalen entdeckt. Sie lagen um zentrale Feuerstellen, die der Nussverarbeitung dienten (Haselnussröststellen).
Die Ausgrabungen wurden v. a. durch die Aktivitäten Klaus Bokelmanns (Archäologisches Landesmuseum Schleswig) geprägt. Insgesamt wurden 12 Wohnplätze ausgegraben. Ihre gute Erhaltung und sorgfältige Dokumentation bilden eine solide Grundlage für ökonomische, räumliche und technologische Untersuchungen der Steinwerkzeuge und Strukturen. Diese waren Gegenstand der Forschungen von Daniela Holst zu Duvensee, die auf die Wohnplätze 6, 8 und 9 fokussierten.

## Besondere Funde

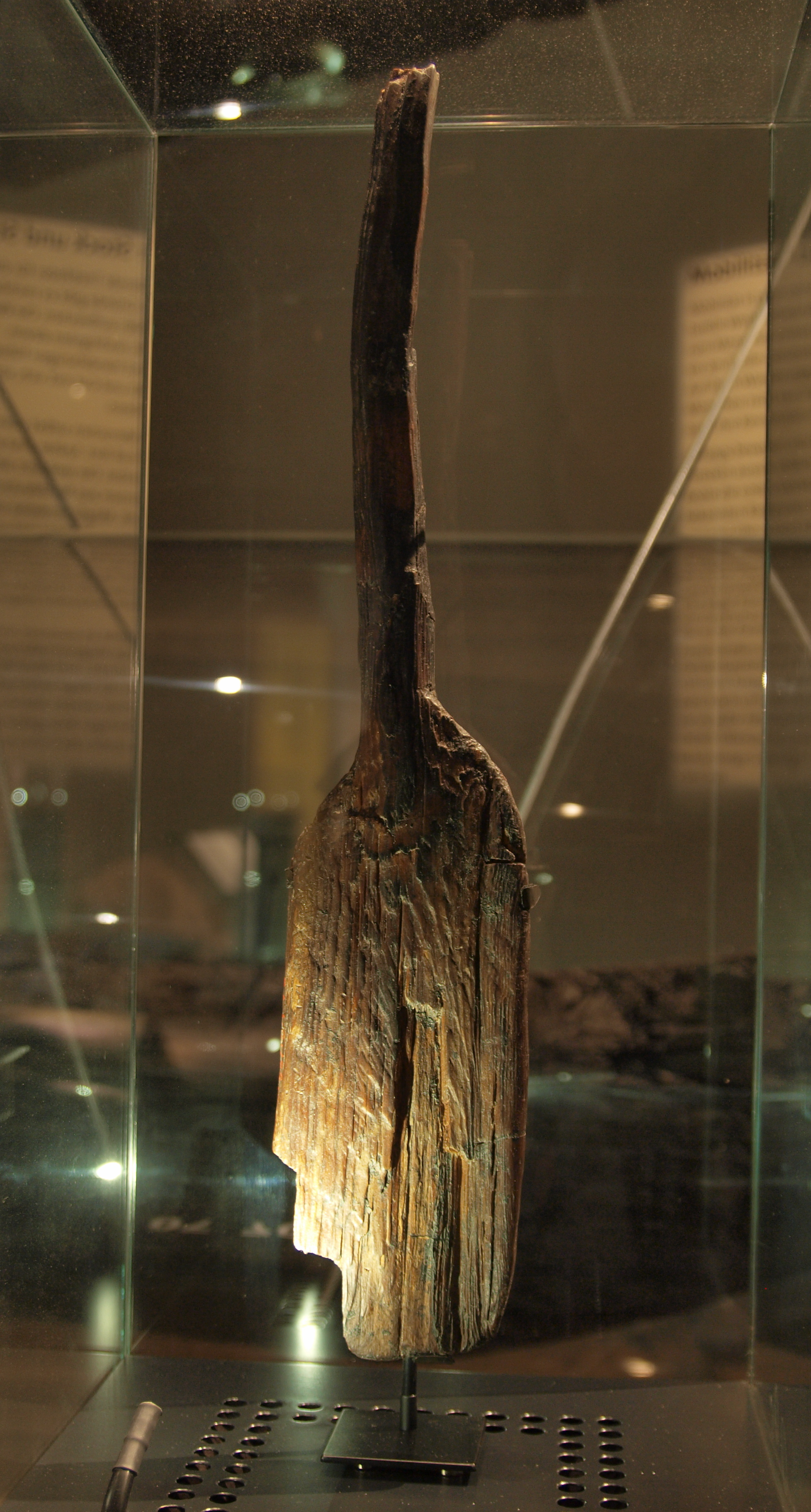
Paddel von Duvensee

In den Feuchtböden des Duvenseer Moors haben sich organische Reste der Mittelsteinzeit außerordentlich gut erhalten. Zu den besonderen Funden zählen:
- Paddel (Paddel von Duvensee): Ein Paddel aus Kiefernholz von Wohnplatz 2 ist einer der ältesten direkten Belege für die Nutzung von Wasserwegen in Schleswig-Holstein.
- Rindenmatten: Auf mehreren Wohnplätzen (z. B. Wohnplatz 8, 11, 13, 19) fanden sich bis zu 5 m² große Matten aus Birken- und Kiefernrinde. Sie sind meist mit Feuer- bzw. Röststellen assoziiert und dienten vermutlich der Isolation gegen die Feuchtigkeit des Moors.
- Pfeilschäfte: Auf Wohnplatz 6 wurden zwei Pfeilschäfte aus Hasel- und Kiefernholz entdeckt[1].
- Eine Beilschäftung aus Kiefernwurzelholz zeigt, wie die für die Mittelsteinzeit Norddeutschlands typischen Kern- und Scheibenbeile genutzt wurden.
- Knochenspitzen: bei den frühen Ausgrabungen wurden feingezähnte Geschossspitzen gefunden. Die spezifischen Formen in Duvensee werden dem regionalen Typ „Knochenspitzen Typ Duvensee“ zugeordnet.

In der Hauptsache handelt es sich bei den Funden um Werkzeuge aus Feuerstein und die Abfälle ihrer Herstellung bzw. Reparatur. Sie liefern die Datengrundlage für technologische und räumliche Analysen der Wohnplätze.
Das Paddel und die übrigen Funde der frühen Ausgrabungen auf den Wohnplätzen 1–5 befinden sich heute im Archäologischen Museum Hamburg in Hamburg-Harburg; alle anderen Funde im Archiv des Archäologischen Landesmuseums Schleswig.
Im Oktober 2022 wurde hier „die bisher älteste Grabstätte Norddeutschlands“ entdeckt, eine Brandbestattung, die vor ca. 10.500 Jahren am Rande des Duvenseer Moors angelegt wurde.

## Siedlungsweise am Duvensee
Die „Wohnplätze“ am Duvensee sind Lagerplätze nichtsesshafter Jäger und Sammler der Mittelsteinzeit. Duvensee wurde unter anderem wegen der guten Wuchsbedingungen zur Nussernte aufgesucht, also maximal zwei Wochen pro Jahr im Spätsommer/Frühherbst, jedoch sind auch andere Aktivitäten wie Jagd und Fischfang nachgewiesen. In dieser Zeit wurden dort rohmaterialaufwendige und abfallreiche Arbeiten verrichtet, nämlich fettreiche Nüsse verarbeitet (Rösten, Knacken, eventuell Mahlen) und Steinartefakte hergestellt. Auf Behausungen gibt es hier keine Hinweise. Räumliche Analysen sprechen dafür, dass die Arbeiten auf diesen Werkplätzen unter freiem Himmel durchgeführt wurden. Die erhaltenen Strukturen, Werkzeuge und Nussreste zeigen die große Bedeutung pflanzlicher Nahrungsvorräte: Haselnüsse wurden in großen Mengen geerntet und zu lange haltbaren, transportablen Vorräten verarbeitet. Die aktuellen Untersuchungen des ZBSA lieferten zudem diverse Hinweise auf Jagdaktivitäten, die während der Nutzung des Areals stattfanden.
- Nussreste und andere Samen: Auf fast allen Wohnplätzen wurden sehr große Mengen von Haselnussschalen gefunden, die ganze Schichtpakete bilden. Zusammen mit den Haselnussröststellen bilden sie ein besonderes Charakteristikum der Duvenseer Wohnplätze. In der Feuerstelle von Wohnplatz 6 wurden außerdem verkohlte Samen von Gelber Teichrose (Nuphar lutea) und Rohrkolben (Typha sp.) nachgewiesen. Auf Wohnplatz 5 entdeckte man eine Ansammlung von Knöterichsamen (Polygonum convolvulus).[9]

- Röststellen: Auf allen Wohnplätzen gibt es speziellen Feuerstellen, in denen große Mengen von Sand erhitzt wurden, in dem die Nüsse geröstet wurden. Es mussten mehrere hundert Liter Sand pro Röststelle hertransportiert werden. Große Rindenmatten dienten als schützende Unterlagen für die Röststellen (Wohnplatz 8), begrenzenden Holzkästen wurden auf Wohnplatz 6 gefertigt. Auf Wohnplatz 11 dienten erhitzte Lehmplatten zum Rösten von Nüssen.[18]

- Nussknacker: Auf mehreren Wohnplätzen gibt es Nussknacker aus schweren Sandstein- oder Quarzitgeröllen mit runden Mulden, auf denen die Nüsse geknackt wurden. Einige Felsgesteinartefakte weisen außerdem Reibspuren auf, die auf die Weiterverarbeitung, z. B. zu Nussmehl hinweisen. Auf Nussknackern des etwa zeitgleichen Fundplatzes Font del Ros in Spanien konnte man chemisch Reste von Nussmehl nachweisen.

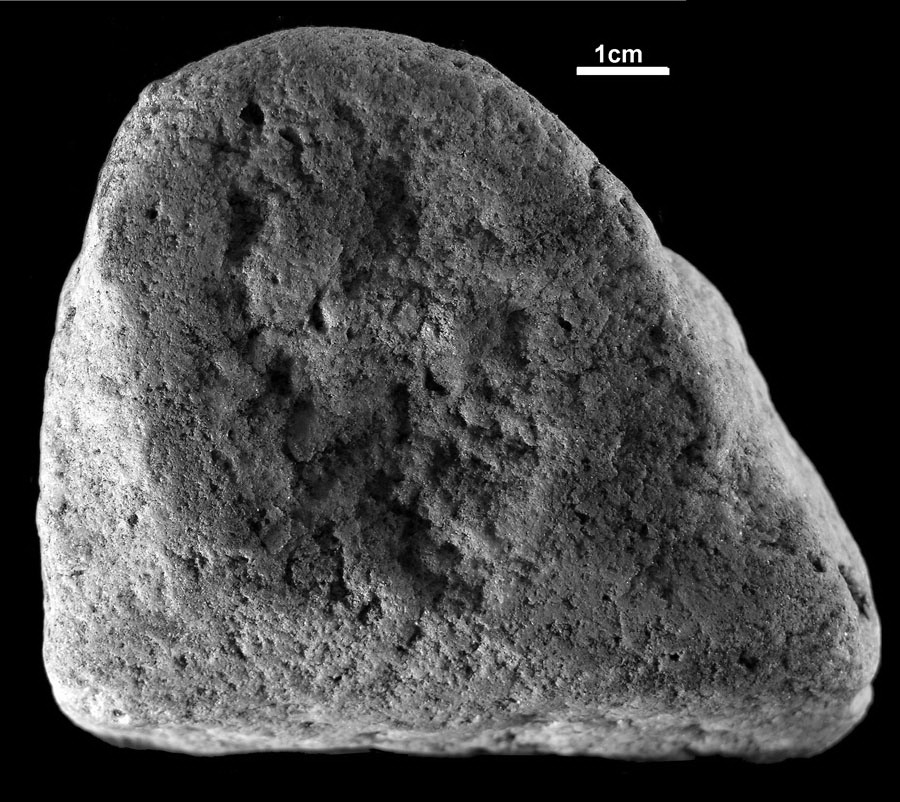
Nussknackstein von Wohnplatz 6

- Modelle zur Nussnutzung: Der Umfang von am Duvensee erwirtschafteten Haselnussvorräten berechnet sich aus der Menge der Nussschalen auf den Wohnplätzen, der zur Verarbeitung benötigten Arbeitszeit sowie der Tragfähigkeit und Wuchsform von Haselnusssträuchern in der frühen Mittelsteinzeit. Diese Modellrechnungen belegen die wichtige ökonomische Bedeutung der Haselnüsse. Sie können bis zu knapp 50 % der gesamten Energieversorgung der Jäger-Sammler sichergestellt haben.[1][2][3] Die Ertragsspanne bei der Gewinnung von Nussvorräten ist außerordentlich hoch und übersteigt sogar die Erträge traditionellen Ackerbaus.

Die intensive Ausbeutung energiereicher pflanzlicher Nahrungsressourcen hatte weitreichende Implikationen für die Ernährung und Überlebensstrategien der Jäger und Sammler der Mittelsteinzeit. Diese innovative Wirtschaftsweise bildet ein Charakteristikum der Mittelsteinzeit, das diese von der vorhergehenden Altsteinzeit unterscheidet und bereits Anklänge an die jungsteinzeitliche Entwicklung des Ackerbaus zeigt.

## GIS-Analysen
Vergleichende Analysen der Wohnplatzdynamik am Duvensee wurden für die Wohnplätze 6 und 8 durchgeführt. Sie beruhen auf genauen dreidimensionalen Kartierungen der Steinwerkzeuge und ihrer Zusammenpassungen sowie neuen geostatistischen Untersuchungsverfahren (u. a. mittels Kriging) der Funddichten.
Sie belegen ein über fast 1000 Jahre konstantes Verhalten. Dynamische Prozesse sind ausschließlich durch den Röstvorgang initiiert, die wichtigste Funktion der Wohnplätze. Die räumlichen Untersuchungen liefern auch wichtige Hinweise auf die kurze einfache Belegung der Wohnplätze.

## Technologie und Typologie von Steinwerkzeugen
Technologische und typologische Analysen der Steinwerkzeuge erlauben die Rekonstruktion ihres gesamten Fertigungsprozesses am Duvensee. Auf den Wohnplätzen wurden zwischen 5000 und 10 000 Steinartefakte gefunden. Als Rohmaterial diente lokal verfügbarer Feuerstein von nur schlechter Qualität. Er wurde mittels einfacher harter Schlagtechniken zu Abschlägen und unregelmäßigen Klingen verarbeitet. Im Vordergrund stand auf allen Wohnplätzen die Herstellung von Pfeilspitzen, Mikrolithen und die damit verbundene Reparatur der Jagdwaffen.
Charakteristisch sind außerdem Kern- und Scheibenbeile. Sie dienten der Holzverarbeitung.
Untersuchungen zur Herstellungsweise und zum Formenwandel der Steinwerkzeuge zeigen Entwicklungen der handwerklichen Tradition in der frühen Mittelsteinzeit auf. Aufgrund der guten Datierung der nur kurzzeitigen und je Wohnplatz einmaligen Aufenthalte am Duvensee haben sie Referenzcharakter für die Einordnung anderer Fundplätze.